# Buuhoodle
Buuhoodle, poznat i pod imenom Bohotle, grad je na sjeveru Somalije u autonomnoj pokrajini Somalilandu. Smješten je uz granicu s Etiopijom te je važno trgovačko i prometno čvorište za prohod roba i usluga između zemalja. Ujedno je i povijesni grad, u kojem se rodio somalijski narodni vođa Mohammed Abdullah Hassan i uspostavio temelje antikolonijalizma i nacionalizma.
Zbog posebnog zemljopisnog položaja između dvije priznate (Somalija, Etiopija) i dvije nepriznate države (Somaliland, Puntland) predmet je graničnih i teritorijalnih sporova. 
S vlastitom bolnicom, klinikom, elektranom i vodoopskrbnim sustavom ubraja se među najrazvijenije gradove u državi.
Šire gradsko područje ima oko 38.000 stanovnika, pretežno Somalaca i u manjem broju Etiopljana.

## Poznate osobe
- Mohammed Abdullah Hassan, vjerski i duhovni vođa
- Saado Ali Warsame, pjevačica, političarka i tekstopiskinja

## Vanjske poveznice
- Geographic.org Buuhoodle (engl.)